# 郑也夫
郑也夫（1950年8月—），生于中国北京，北京大学教授，中国社会学家，曾担任过电视节目《东方时空》的主持人。

## 生平
郑也夫1963年进入北京市第八中学读书，1968年毕业。随后在黑龙江建设兵团852农场务农，1978至1979年就读于北京师范学院历史系。1979年，刚读了一年多本科课程的郑也夫跳级考上了中国社会科学院宗教研究所的硕士研究生。1982年，取得中国社会科学院哲学硕士。同年，他进入北京市社会科学院社会学研究所工作。期间，他于1985年至1986年在美国丹佛大学社会学系就读，获得社会学硕士学位。1991年，郑也夫被聘为副研究员。1994年，他调往中国社会科学院社会学研究所工作。1998年，他转往中国人民大学社会学系，同年获得教授职称。2004年，他转往北京大学社会学系任教。。
2006年8月，郑也夫在新浪博客上实名发表文章《二流学者何以当选学部委员———质问中国社科院》，认为当时刚刚当选中国社会科学院学部委员的中国社科院社会学所所长景天魁是二流学者，要求中国社会科学院公布选举学部委员的具体程序。
2018年12月，郑也夫发表文章，呼吁中共体面退出历史舞台。2019年12月呼吁财产公示请自中共政治局常委始。
2022年1月22日，鄭也夫發表《匹夫說台海》，強調「反對武統… 其一，對天大的事情，存萬一的作用，就要發聲，不然事後我們追悔不及。其二，我是人民的一員，吾道不孤，故我的反對可擊碎武統派聲稱代表人民。其三... 開戰的第一防線是反武統的輿論。不張嘴就是棄權，都不張嘴就是集體默認武統。」「武力威懾一定會加劇仇恨... 絲毫影響不了70餘年來臺灣事實上的獨立。」

## 著作
- 2016，《文明是副产品》，中信出版社；
- 2013，《吾国教育病理》，中信出版社；
- 2013，《语镜子》，中信出版社；
- 2009，《神似祖先》，中国青年出版社；
- 2008，《与本科生谈：论文与治学》，山东人民出版社；
- 2007，《后物欲时代的来临》，上海人民出版社；
- 2004，《知识分子研究》，中国青年出版社；
- 2002，《城市社会学》，中国城市出版社；
- 2001，《信任论》，中国广播电视出版社；
- 1995，《代价论》，北京三联书店。[3]